# فرناند بلوم
فرناند بلوم (بالفرنسية: Fernand Blum)‏  (و. 1885 – 1965 م) هو سياسي، من بلجيكا، توفي عن عمر يناهز 80 عاماً.

## مناصب
تولى منصب عضو مجلس النواب من بلجيكا.